# Église Saint-Martin de Fromental
Pour les articles homonymes, voir Église Saint-Martin.
L'église Saint-Martin est une église catholique située à Fromental, en France.

## Localisation
L'église se trouve au centre de la commune de Fromental en Haute-Vienne, dans le virage de la rue Jean Cacaud en face du château.

## Historique
En 1358, l'église se fait piller et brûler par les Anglais, elle sera reconstruite en 1361. Elle sera reconstruite entièrement à la fin du XVIIIe siècle.
Le 13 février 2017, elle est inscrite sur la liste supplémentaire des Monuments historiques.

## Mobilier
L'église à conservé ses décors peints de la fin du XVIIIe siècle et du XIXe siècle. Elle est dotée de 2 vitraux modernes de Saint-Martial et Sainte-Valérie offerts par la famille Morel de Fromental. Une statue de Jeanne d’Arc surplombe la clôture du chœur en bois. Une des baies de la nef présente un vitrail de Francis Chigot, daté de 1955.

## Travaux
Le 13 décembre 2024, une des deux cloches est réinstallée dans le clocher après une rénovation.